# Francisco Travassos Valdez
Francisco Travassos Valdez foi um explorador português que viajou no século XIX pelo continente africano. 
O relato das suas aventuras foi editado em Londres, no ano de 1861, com o título Six Years of Traveller’s Life in Western Africa.
A sua obras incluem, entre outras, "Africa occidental: noticias e considerações", "Da Oceania a Lisboa" ou "Africa occidental, noticias e considerações por Francisco Travassos Valdez".